# Willy William
Willy Faudade William (ur. 14 kwietnia 1981 w Fréjus) – francusko-maurytyjski DJ, producent muzyczny i piosenkarz, znany ze swoich klubowych remiksów i współpracy wokalnej z wieloma artystami muzyki tanecznej. Najbardziej znany jest ze swojego francuskiego przeboju „Ego” i latynoskich „Mi Gente” (z J Balvinem) oraz „Trompeta”.

## Życiorys

### Początki
Urodził się w 1981 r. w rodzinie imigrantów we Fréjus we Francji. Jego ojciec pochodził z Mauritiusa, a matka z Etiopii. Wychowywał się w małym mieście Champagné w departamencie Sarthe w północno-zachodniej Francji.

### Kariera
Zdobył rozgłos w 2003 roku dzięki współpracy z DJ Flexem w parkietowym hicie „B Boyz Shake da Body” oraz w 2004 roku jako producent „Tragedie” (który wydał pod pseudonimem Lord William). Następnie dołączył do francuskiego projektu muzycznego Collectif Métissé kontynuując także produkcję własnych materiałów.
Współpracował z wieloma artystami, tworząc swoje piosenki i biorąc udział w wokalach jako artysta gościnny. Jego utwory dostawały się na listy przebojów. W czasie swojej kariery współpracował z wieloma artystami, m.in. z DJ Assad, Keen'V, czy Ridsa.
W 2015 roku Willy wydał swój najbardziej popularny utwór „Ego”, którego zarówno był producentem jak i wokalistą. Był to główny singiel z jego albumu Une seule vie z 2016 roku.
W 2017 roku stał się międzynarodową gwiazdą po wydaniu singla „Mi Gente”, powstałego przy współpracy z kolumbijskim piosenkarzem J Balvinem. Ogromny międzynarodowy sukces piosenki zaowocował remiksem, w której występowała Beyoncé. Piosenka otrzymała nagrodę Latin Billboard Music Award oraz MTV Video Music Award za najlepszy teledysk latynoski, utrzymywał się na pierwszym miejscu w Spotify przez 12 kolejnych tygodni, jednocześnie zajmując pierwsze miejsce na listach przebojów na całym świecie. Teledysk zgromadził ponad 2 miliardy wyświetleń.
W 2018 roku Willy wyprodukował i wydał taneczny utwór „La La La” i występował gościnnie w utworze „Goodbye” Davida Guetty oraz Jasona Derulo (z gościnnym udziałem Nicki Minaj).
Willy William został nominowany do nagrody „Latin Grammy” jako DJ / producent, głównie za teledysk do piosenki „Mi Gente”. Jego piosenka „Ego” uczyniła go najpopularniejszym francuskim artystą w Shazam.

## Dyskografia

### Albumy
| Rok  | Tytuł         | Pozycja na liście przebojów | Pozycja na liście przebojów | Utwory |
| Rok  | Tytuł         | FRA                         | BEL (Wa)                    | Utwory |
| ---- | ------------- | --------------------------- | --------------------------- | --- |
| 2016 | Une seule vie | 12                          | 20                          | 1. „Te quiero” (radio edit) 2. „Ego” (edycja radiowa) 3. „Une seule vie” 4. „Suis-moi” (gościnnie Vitaa) 5. „Le tour du monde” (gościnnie Natty Rico & Mika V) 6. „Dangereuse” (gościnnie Makassy) 7. "Qui tu es?" 8. „Namiot” 9. „Les 6T d'or” 10. „Tes mots” 11. „On s'endort” (gościnnie Keen'V) 12. "Miłość" 13. „Personne n'est parfait” (featuring JMI Sissoko) 14. „Les souris dansent” 15. „Dernier jour” (featuring Willy Denzey) 16. „Si j'étais le même” |

### Single

#### Jako główny artysta
| Rok                                                       | Tytuł                                                 | Pozycja na liście przebojów | Pozycja na liście przebojów | Pozycja na liście przebojów | Pozycja na liście przebojów | Pozycja na liście przebojów | Pozycja na liście przebojów | Pozycja na liście przebojów | Pozycja na liście przebojów | Pozycja na liście przebojów | Pozycja na liście przebojów | Pozycja na liście przebojów | Certyfikat | Album         |
| Rok                                                       | Tytuł                                                 | FRA                         | AUS                         | BEL (Wa)                    | GER                         | ITA                         | NL                          | SPA                         | SWE                         | SWI                         | UK                          | US                          | Certyfikat | Album         |
| --------------------------------------------------------- | ----------------------------------------------------- | --------------------------- | --------------------------- | --------------------------- | --------------------------- | --------------------------- | --------------------------- | --------------------------- | --------------------------- | --------------------------- | --------------------------- | --------------------------- | --- | ------------- |
| 2015                                                      | „Te quiero”                                           | 24                          | –                           | –                           | –                           | –                           | –                           | –                           | –                           | –                           | –                           | –                           | brak | Une seule vie |
| 2015                                                      | „Ego”                                                 | 12                          | –                           | 3                           | 39                          | 18                          | 4                           | –                           | –                           | 75                          | –                           | –                           | - GER: złota płyta - IT: 2× platynowa płyta - POL: 2× platynowa płyta | Une seule vie |
| 2016                                                      | „On s'endort?” (gościnnie Keen'V)                     | 36                          | –                           | –                           | –                           | –                           | –                           | –                           | –                           | –                           | –                           | –                           | brak | Une seule vie |
| 2017                                                      | „Mi Gente” (oraz J Balvin)                            | 6                           | 11                          | 7                           | 3                           | 1                           | 1                           | 1                           | 4                           | 4                           | 5                           | 19                          | - AUS: 3× platynowa płyta - AUT: złota płyta - BEL: 2× platynowa płyta - BRA: 2× diamentowa płyta - CAN: 7× platynowa płyta - DEN: platynowa płyta - GER: platynowa płyta - IT: 4× platynowa płyta - MEX: diamentowa płyta - NOR: platynowa płyta - POL: 4× platynowa płyta - POR: 2× platynowa płyta - SPA: 4× platynowa płyta - SWE: 3× platynowa płyta - SWI: platynowa płyta - UK: 2× platynowa płyta | Vibras        |
| 2017                                                      | „Mi Gente (Remix)” (oraz J Balvin, gościnnie Beyoncé) | –                           | 11                          | –                           | –                           | –                           | –                           | 1                           | 32                          | 16                          | 5                           | 3                           | - AUS: złota płyta - IT: złota płyta - SPA: złota płyta - US: 68× platynowa płyta | brak          |
| 2018                                                      | „La La La”                                            | –                           | –                           | –                           | –                           | –                           | –                           | –                           | –                           | –                           | –                           | –                           | brak | brak          |
| „–” oznacza, że singiel nie był notowany na danej liście. |                                                       |                             |                             |                             |                             |                             |                             |                             |                             |                             |                             |                             | |               |

#### Jako artysta gościnny

##### Na arenie międzynarodowej
| Rok                                                       | Tytuł                                                                          | Pozycja na liście przebojów | Pozycja na liście przebojów | Pozycja na liście przebojów | Pozycja na liście przebojów | Pozycja na liście przebojów | Pozycja na liście przebojów | Pozycja na liście przebojów | Pozycja na liście przebojów | Pozycja na liście przebojów | Pozycja na liście przebojów | Certyfikat                                                                      | Album |
| Rok                                                       | Tytuł                                                                          | FRA                         | AUS                         | BEL (Fl)                    | BEL (Wa)                    | GER                         | ITA                         | NLD                         | SPA                         | SWE                         | SWI                         | Certyfikat                                                                      | Album |
| --------------------------------------------------------- | ------------------------------------------------------------------------------ | --------------------------- | --------------------------- | --------------------------- | --------------------------- | --------------------------- | --------------------------- | --------------------------- | --------------------------- | --------------------------- | --------------------------- | ------------------------------------------------------------------------------- | ----- |
| 2018                                                      | „Goodbye” (Jason Derulo i David Guetta, gościnnie Nicki Minaj i Willy William) | 93                          | 33                          | 20                          | 15                          | 47                          | 92                          | 16                          | 33                          | 16                          | 50                          | - AUS: platynowa płyta - POL: złota płyta - IT: złota płyta - UK: srebrna płyta | 7     |
| 2019                                                      | „Highway” (Cheat Codes, gościnnie Sofía Reyes and Willy William)               | –                           | –                           | –                           | –                           | –                           | –                           | –                           | –                           | –                           | –                           | brak                                                                            | brak  |
| „–” oznacza, że singiel nie był notowany na danej liście. |                                                                                |                             |                             |                             |                             |                             |                             |                             |                             |                             |                             |                                                                                 |       |

##### Rynki francuskojęzyczne
| Rok                                                       | Tytuł                                                                             | Najwyższa pozycja na liście przebojów | Najwyższa pozycja na liście przebojów | Album        |
| Rok                                                       | Tytuł                                                                             | FRA                                   | BEL (Wa)                              | Album        |
| --------------------------------------------------------- | --------------------------------------------------------------------------------- | ------------------------------------- | ------------------------------------- | ------------ |
| 2010                                                      | „C'Show” (Les Jumo, gościnnie Willy William)                                      | –                                     | –                                     | brak         |
| 2013                                                      | „Je n'ai pas eu le temps” (Ridsa, gościnnie Willy William & Ryan Stevenson)       | 76                                    | –                                     | Es tu fiesta |
| 2013                                                      | „Es tu fiesta” (Ridsa, gościnnie Willy William)                                   | 12                                    | –                                     | Es tu fiesta |
| 2013                                                      | „Li tourner” (DJ Assad, gościnnie Alain Ramanisum oraz Willy William)             | 12                                    | –                                     | brak         |
| 2014                                                      | „Alalila (Le Sega)” (DJ Assad feat. Denis Azor, Mario Ramsamy oraz Willy William) | 76                                    | –                                     | brak         |
| 2014                                                      | „A l'Italienne” (Les Jumo gościnnie Willy William i Frédéric François)            | –                                     | –                                     | brak         |
| 2014                                                      | „Me Gusta” (Dj R'AN, gościnnie José de Rico, Willy William & Anna Torres)         | –                                     | –                                     | brak         |
| 2014                                                      | „La demoiselle” (Miky Uno, gościnnie Willy William)                               | –                                     | –                                     | brak         |
| 2015                                                      | „Englishman in New York” (Cris Cab, gościnnie Tefa & Moox, Willy William)         | 16                                    | 26                                    | brak         |
| 2016                                                      | „Keep My Cool” (Madcon, gościnnie Willy William)                                  | –                                     | –                                     | brak         |
| „–” oznacza, że singiel nie był notowany na danej liście. |                                                                                   |                                       |                                       |              |

### Inne notowane utwory
| Rok                                                       | Tytuł                                            | Pozycja na liście przebojów | Pozycja na liście przebojów | Album         |
| Rok                                                       | Tytuł                                            | FRA                         | BEL (Wa)                    | Album         |
| --------------------------------------------------------- | ------------------------------------------------ | --------------------------- | --------------------------- | ------------- |
| 2016                                                      | „Tes mots”                                       | –                           | –                           | Une seule vie |
| 2016                                                      | "Paris" (gościnnie Cris Cab)                     | 106                         | –                           | brak          |
| 2016                                                      | „RQT”                                            | –                           | –                           | brak          |
| 2016                                                      | „Qui tu est”                                     | –                           | –                           | brak          |
| 2017                                                      | „Voodoo Song” (remake na podstawie utworu „Ego”) | –                           | –                           | brak          |
| „–” oznacza, że singiel nie był notowany na danej liście. |                                                  |                             |                             |               |